# Ismaël Diomandé
Ismaël Tiémoko Diomandé (* 28. srpna 1992, Abidžan) je fotbalový záložník z Pobřeží slonoviny, hráč klubu AS Saint-Étienne od roku 2016 na hostování v SM Caen. Nastupuje i za fotbalovou reprezentaci Pobřeží slonoviny.

## Reprezentační kariéra
V A-mužstvu Pobřeží slonoviny debutoval v roce 2014.
Zúčastnil se Mistrovství světa 2014 v Brazílii, kde reprezentace Pobřeží slonoviny vypadla v základní skupině C.

Představil se i na Africkém poháru národů 2015 v Rovníkové Guineji, kde s týmem získal zlatou medaili.